# Kanton La Villedieu-du-Clain
La Villedieu-du-Clain is een voormalig kanton van het departement Vienne in Frankrijk. Het kanton maakte deel uit van het arrondissement Poitiers. Het werd opgeheven bij decreet van 26 februari 2014 met uitwerking op 22 maart 2015. Alle gemeenten werden toegevoegd aan het kanton Vivonne.

## Gemeenten
Het kanton La Villedieu-du-Clain omvatte de volgende gemeenten:
- Aslonnes
- Dienné
- Fleuré
- Gizay
- Nieuil-l'Espoir
- Nouaillé-Maupertuis
- Roches-Prémarie-Andillé
- Smarves
- Vernon
- La Villedieu-du-Clain (hoofdplaats)